# Misje dyplomatyczne Fidżi

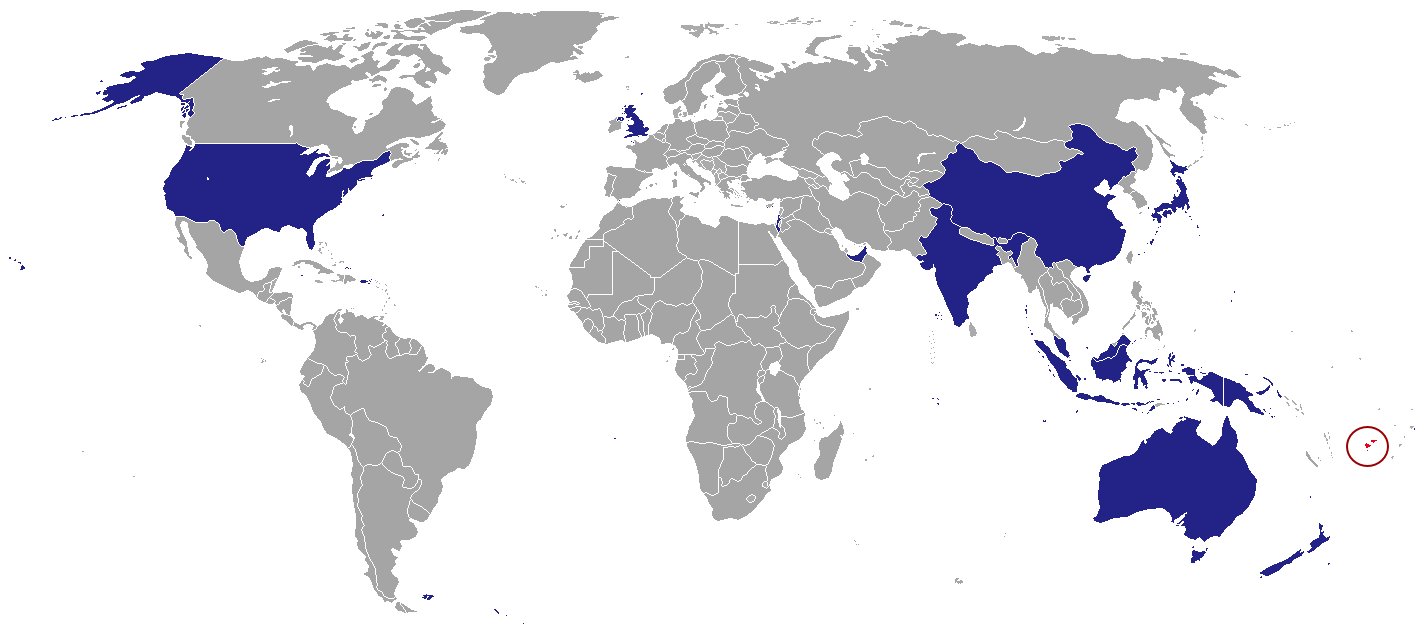
Kraje, w których Republika Fidżi ma swoje przedstawicielstwa dyplomatyczne

Misje dyplomatyczne Fidżi – przedstawicielstwa dyplomatyczne Republiki Fidżi przy innych państwach i organizacjach międzynarodowych. Poniższa lista zawiera wykaz obecnych ambasad, wysokich komisji i konsulatów zawodowych. Nie uwzględniono konsulatów honorowych.

## Europa

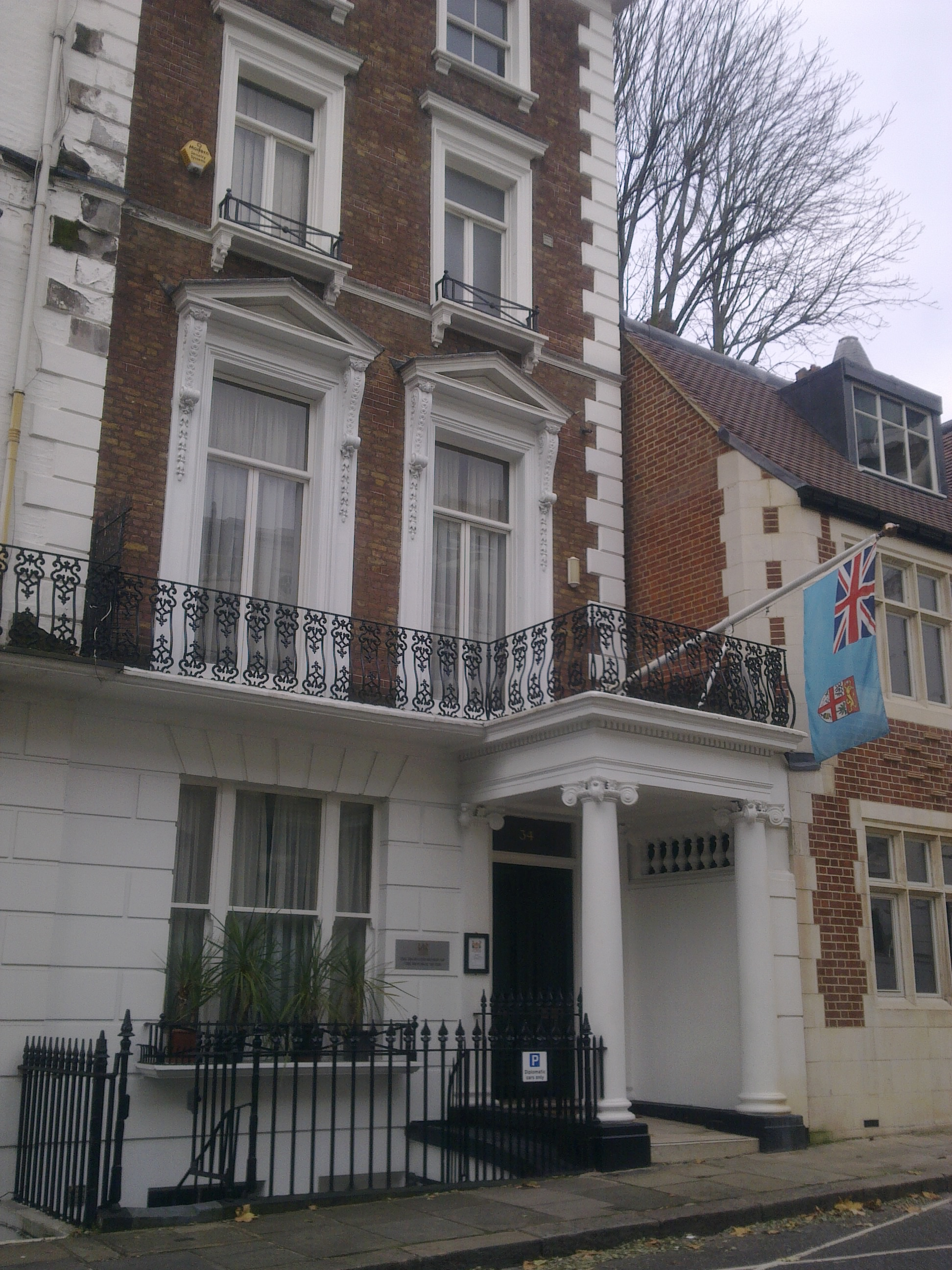
Wysoka komisja Fidżi w Londynie

- Belgia
  - Bruksela (Ambasada)
- Wielka Brytania
  - Londyn (Wysoka komisja)

## Ameryka Północna, Środkowa i Karaiby
- Stany Zjednoczone
  - Waszyngton (Ambasada)
  - Los Angeles (Komisja handlu)

## Ameryka Południowa
- Brazylia
  - Brasília (Ambasada)

## Afryka
- Etiopia
  - Addis Abeba (Ambasada)

## Azja
- Chiny
  - Pekin (Ambasada)
  - Szanghaj (Konsulat generalny)
- Indie
  - Nowe Delhi (Wysoka komisja)
- Indonezja
  - Dżakarta (Ambasada)
- Japonia
  - Tokio (Ambasada)
- Korea Południowa
  - Seul (Ambasada)
- Malezja
  - Kuala Lumpur (Wysoka komisja)
- Zjednoczone Emiraty Arabskie
  - Abu Zabi (Ambasada)

## Australia i Oceania

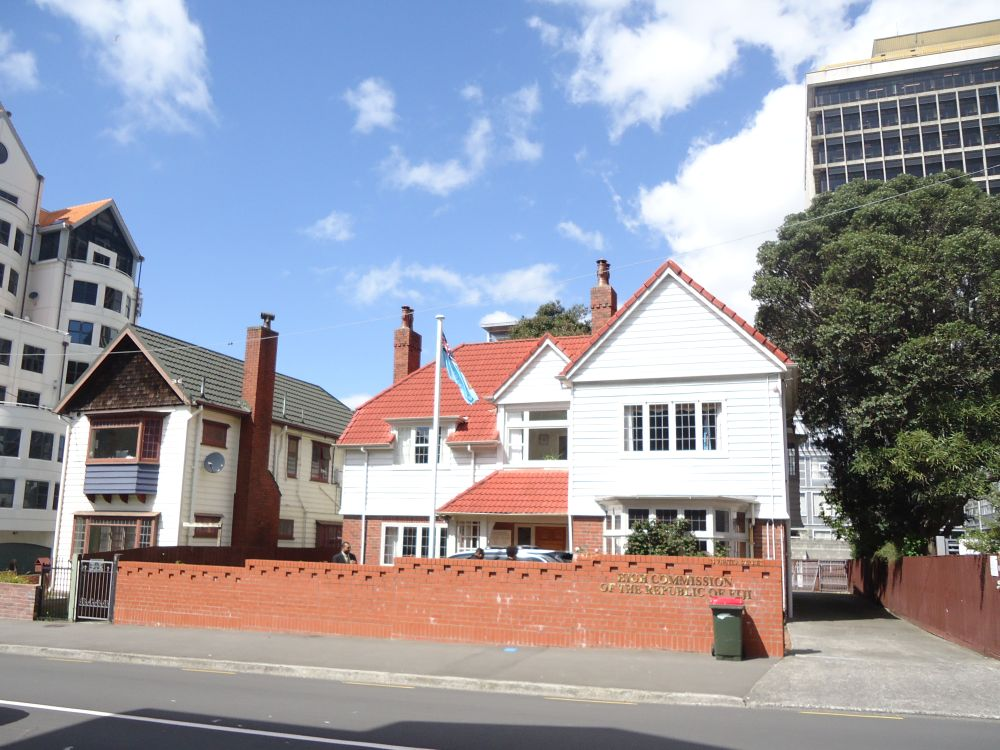
Wysoka Komisja Fidżi w Wellington

- Australia
  - Canberra (Wysoka komisja)
  - Sydney (Konsulat generalny)
- Nowa Zelandia
  - Wellington (Wysoka komisja)
- Papua-Nowa Gwinea
  - Port Moresby (Komisja handlu)

## Organizacje międzynarodowe
- Nowy Jork - Stałe Przedstawicielstwo przy Organizacji Narodów Zjednoczonych
- Genewa - Stałe Przedstawicielstwo przy Biurze Narodów Zjednoczonych i innych organizacjach